# Hormon lipotropowy
Hormon lipotropowy (LPH) – organiczny związek chemiczny, hormon białkowy wytwarzany przez niektóre neurony przysadki mózgowej (w jej przedniej i pośredniej części) oraz podwzgórza. Jego rola w organizmie nie jest dokładnie znana, choć prawdopodobnie odpowiada on za uwalnianie kwasów tłuszczowych z tkanki tłuszczowej do krwi.
Powstaje w szlaku metabolicznym prowadzącym od opiomelanokortyny do endorfin oraz β-melanotropiny. Występuje w dwóch formach:
- hormon β-lipotropowy (zbudowany z 91 aminokwasów),
- hormon γ-lipotropowy (krótszy).